# Luftwechsel

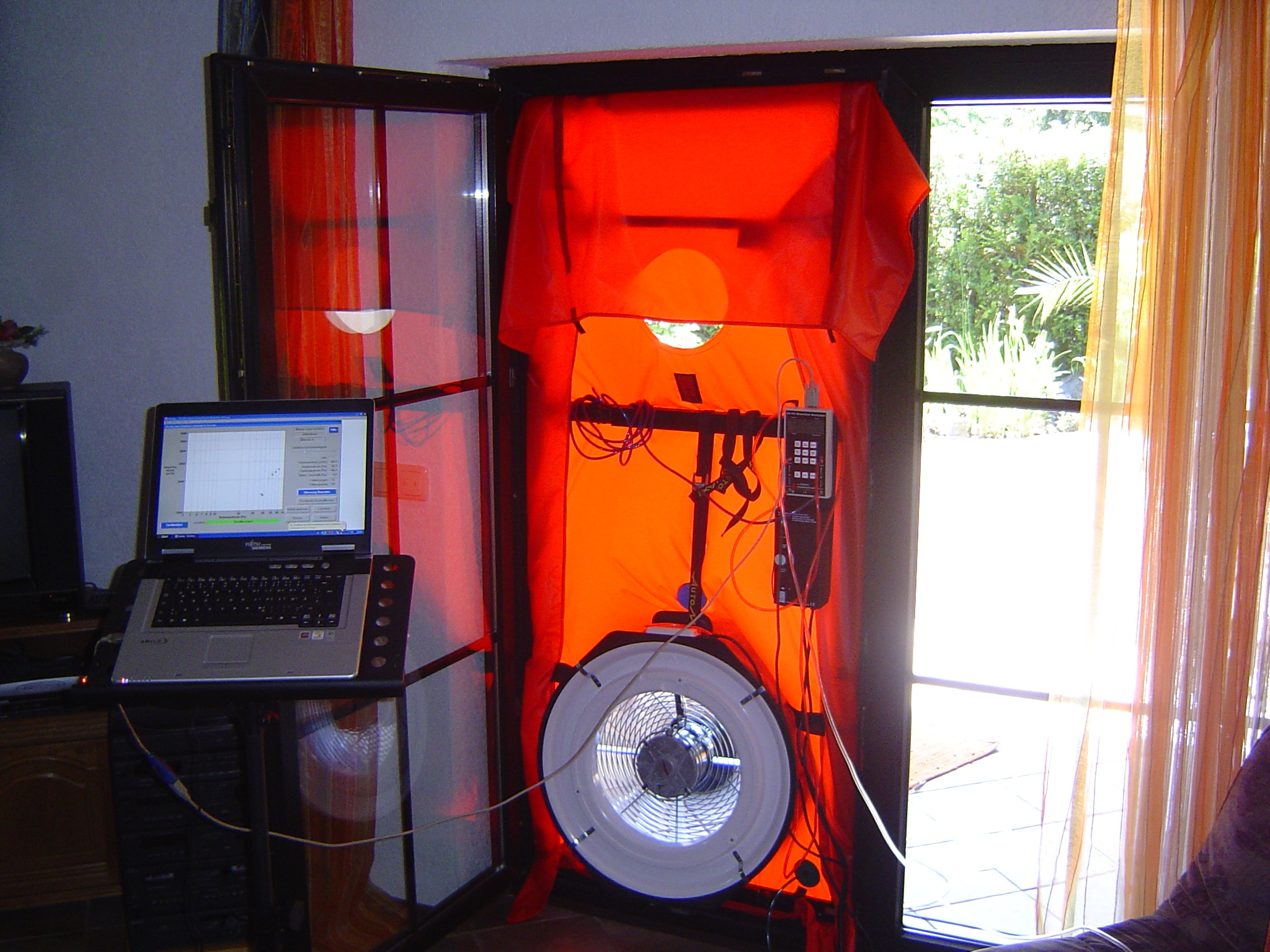
Eingebautes Differenzdruck-Messgerät zum Messen der Luftwechselrate

In der Bauphysik ist Luftwechsel definiert als das Verhältnis des Luftvolumenstroms, also des Volumens der beim Lüften ausgetauschten Luft, zum Volumen des belüfteten Raumes.
Der Betrag des  Luftwechsels ist als Verhältnis von zwei Volumina dimensionslos. Als Luftwechselrate wird der Luftwechsel pro Zeitspanne bezeichnet {\displaystyle \beta }. Eine Luftwechselrate von 1/h bedeutet, dass der Volumenstrom der Zuluft gerade ein Raumvolumen pro Stunde beträgt:
{\displaystyle \beta ={\frac {\text{Luftvolumenstrom}}{\text{Raumvolumen}}}}
Aufgrund der Vermischung der Frischluft mit der vorhandenen Raumluft wird jedoch bei einem Luftwechsel von 1 die Raumluft nicht vollständig erneuert. Das Verhältnis der „tatsächlichen Lufterneuerung“ und des Luftwechsels ist eine charakteristische Kenngröße für das gewählte Lüftungskonzept und wird als Lüftungseffizienz bezeichnet.
Von verschiedenen Normen und Richtlinien werden in Deutschland Mindestluftwechsel in Abhängigkeit von der Nutzung der Bauwerke gefordert. So fordert zum Beispiel die DIN 4108-2 in Wohngebäuden bei konstanter Lüftung ein Grundluftwechsel von n = 0,5/h und bei Nichtwohngebäuden während der Nutzungszeit n = 4 x AG /V x [1/h] mit AG: Grundfläche in m2 und V das Nettoraumvolumen, in m3 gefordert. In der DIN 1946-6 werden 4 Lüftungsstufen definiert: Lüftung zum Feuchteschutz, Reduzierte Lüftung, Nennlüftung und Intensivlüftung. Die resultierenden Volumenströme sind abhängig von der Wohnfläche und von der Anzahl der Sanitärräume sowie von der Anzahl der Nutzer.

## Rechenbeispiel: Wohnraum für 4 Personen

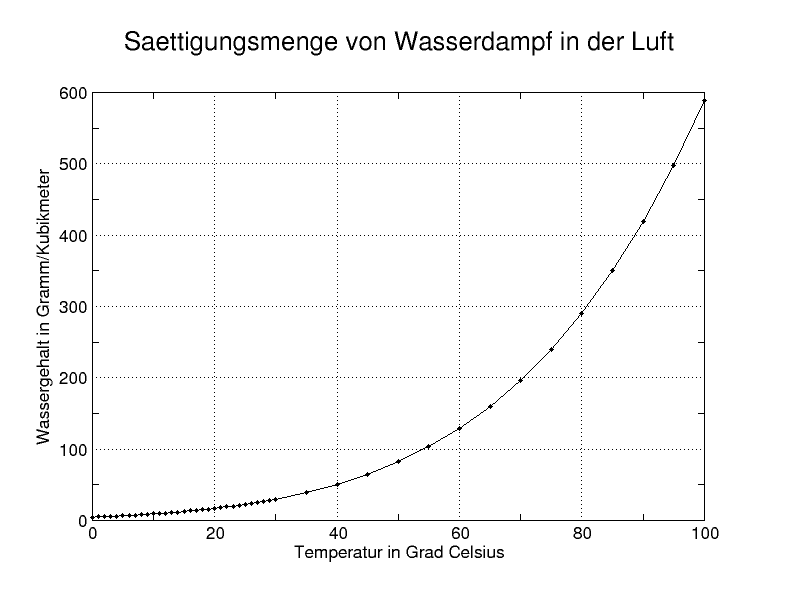
Maximale Wasserdampfkonzentration in Abhängigkeit von der Temperatur

Die Luftqualität in Wohnräumen wird maßgeblich von Geruchs- und Schadstoffbelastungen durch Körperausdünstungen, Tabakrauch, Wasserdampf (der durch menschliche Aktivitäten in der Küche, im Bad oder durch die Bewässerung von Zimmerpflanzen entsteht), Fäkalien- und Küchengerüche sowie Ausdünstungen aus Möbeln, Baustoffen und Textilien beeinträchtigt. Um die hygienischen Anforderungen einzuhalten, werden dem Wohnraum definierte Luftvolumenströme zugeführt. Sofern in der Wohnung keine auffälligen Gerüche entstehen, äußert sich ein ungenügender Luftwechsel häufig durch zu hohe Luftfeuchtigkeit.
Eine 4-Personen-Familie setzt pro Tag ca. 10 Liter Wasser frei. Dieses Wasser verteilt sich bei 100 m2 Wohnfläche und einer Raumhöhe von 2,5 m auf 250 m3 Luft. Im Nachfolgenden soll Beispiel dargestellt werden wie dieses Wasser durch einen geeigneten Mindestluftwechsel abgeführt werden kann, so dass zum Beispiel Schimmelbildung verhindert werden kann.
Bei einer Lufttemperatur von 20 °C kann 1 m³ Luft maximal 17,3 g Wasserdampf aufnehmen. Bei einer relativen Luftfeuchte von 50 % sind es 8,7 g. Durch Lüften bei angenommenen 4 °C und 80 % rel. Feuchte hat die frische Luft 6,4 g/m³ bei Sättigung und 5,1 g/m³ bei der angenommenen Luftfeuchtigkeit.
Ein Kubikmeter Frischluft soll also bei den angenommenen Zahlen {\displaystyle 8{,}7\,\mathrm {g} -5{,}1\,\mathrm {g} \approx 3{,}5\,\mathrm {g} } Wasser aufnehmen. Um 10 l Wasser abzuführen müssen also
2833 m³ (10.000/3,5 = 2.857 m³) Luft pro Tag durch die Wohnung, entsprechend 11,3 Luftwechseln bzw. einer Luftwechselrate von etwa 0,5/h.
Bei einem vollständig fugendichten Haus müsste 11-mal am Tag stoßgelüftet werden. Nimmt man für die Stoßlüftung eine Luftwechselzahl von 9–15 an, muss demnach eine Stunde stoßgelüftet werden, bei Querlüftung (Luftwechselzahl 40) entsprechend rund 17 Minuten.
Diese Zahl reduziert sich auf 7 Lüftungsvorgänge unter ansonsten gleichen Bedingungen, wenn man eine Luftfeuchte von 65 % akzeptiert. Weil bei 65 % die Raumluft  {\displaystyle 65/50\cdot 8{,}7\,\mathrm {g} =11{,}3\,\mathrm {g} } Wasserdampf aufnehmen kann, können daher {\displaystyle 11{,}3\,\mathrm {g} -8{,}7\,\mathrm {g} =2{,}6\,\mathrm {g} } Wasserdampf pro Kubikmeter beim Lüften mehr nach draußen befördert werden als bei 50 % rel. Luftfeuchte. Der nötige Luftwechsel kann weiter reduziert werden, indem gezielt nach dem Kochen und Baden gelüftet wird, denn bei nur kurzzeitig erhöhter Luftfeuchte bildet sich kein Schimmel.